# Szorstkowiec Fortunego

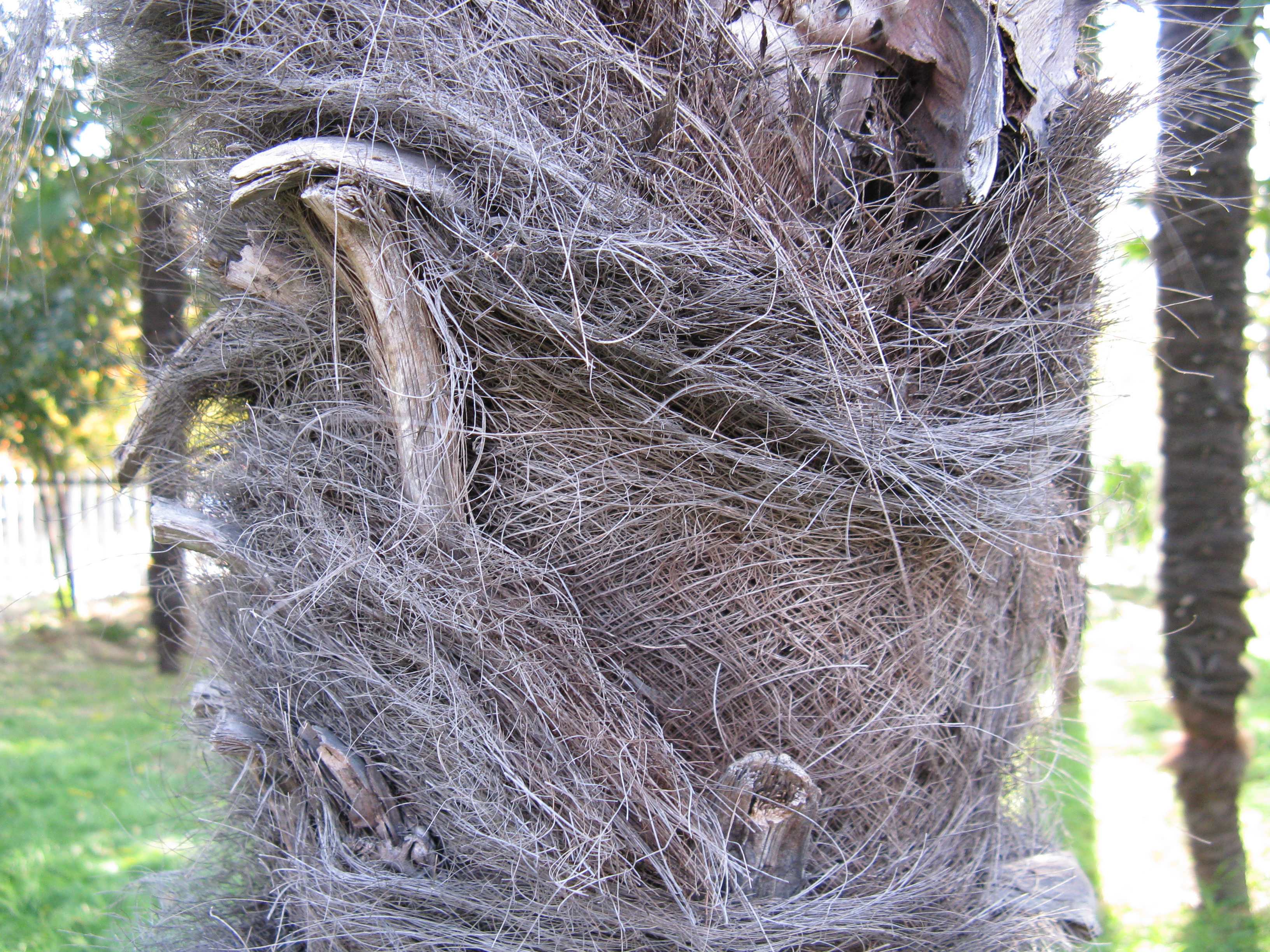
Otoczona uschłymi liśćmi kłodzina

Szorstkowiec Fortunego (Trachycarpus fortunei) – gatunek drzewa z rodziny arekowatych (palm). Pochodzi z gór południowych i środkowych Chin (rośnie do 2400 m n.p.m.), poza tym występuje w Bhutanie, Nepalu, północnych Indiach, Mjanmie i Wietnamie, a jako gatunek naturalizowany także w Japonii. Nazwa upamiętnia Roberta Fortune'a, który przywiózł tę roślinę z Chin do Europy.

## Morfologia
PokrójDrzewiasta palma osiągająca w swoim naturalnym środowisku wysokość do 20 m, choć pozostaje znacznie niższa w zimniejszych strefach.
LiścieNa wierzchołku kłodziny wyrasta jej pióropusz złożony z 10-20 pierzastych, ciemnozielonych liści o nieco kolczastych ogonkach liściowych.
KwiatyZebrane w kwiatostany otoczone pochwami, z których kwiaty wychylają się tylko podczas kwitnienia. Występują 2 rodzaje kwiatów: obupłciowe lub męskie. Są żółte i składają się 3-działkowego kielicha, 3-płatkowej korony, 6 pręcików i 3 słupków.
OwocZawierająca jedno nasienie niewielka jagoda, w stanie dojrzałym sinozielonego koloru.

## Zastosowanie
Gatunek jest uprawiany już w Europie od ponad 160 lat jako roślina ozdobna. Ze względu na relatywnie, jak na palmę, dużą odporność na niskie temperatury jest popularna w uprawie w krajach klimatu umiarkowanego.
Z włókna otrzymanego z liści w niektórych krajach wykonuje się miotły, powrozy, nieprzemakalne płaszcze, kapelusze i inne wyroby.

## Uprawa
Nie ma specjalnych wymagań co do gleby, ważne by była ona przepuszczalna i stale wilgotna. Stanowisko powinno być słoneczne lub półcieniste i zasłonięte od zimnych wiatrów. Rozmnaża się przez nasiona. Palma ta uprawiana może być teoretycznie w zasięgu 7 strefy mrozoodporności, która w Polsce obejmuje północno-zachodnie i zachodnie krańce kraju. O ile jednak dorosłe rośliny wytrzymywać mogą mrozy do -12 °C, o tyle młode rośliny przemarzają podczas mroźnych zim. Próba uprawy tego gatunku w gruncie w Międzyzdrojach skończyła się niepowodzeniem.